# 阿克苏站
阿克苏站位于新疆维吾尔自治区阿克苏地区阿克苏市南城街道，是南疆铁路的一座火车站，由乌鲁木齐局集团阿克苏车务段管辖。本站于1998年12月1日随南疆铁路库阿段通车运营，现办理客货运业务。

## 历史

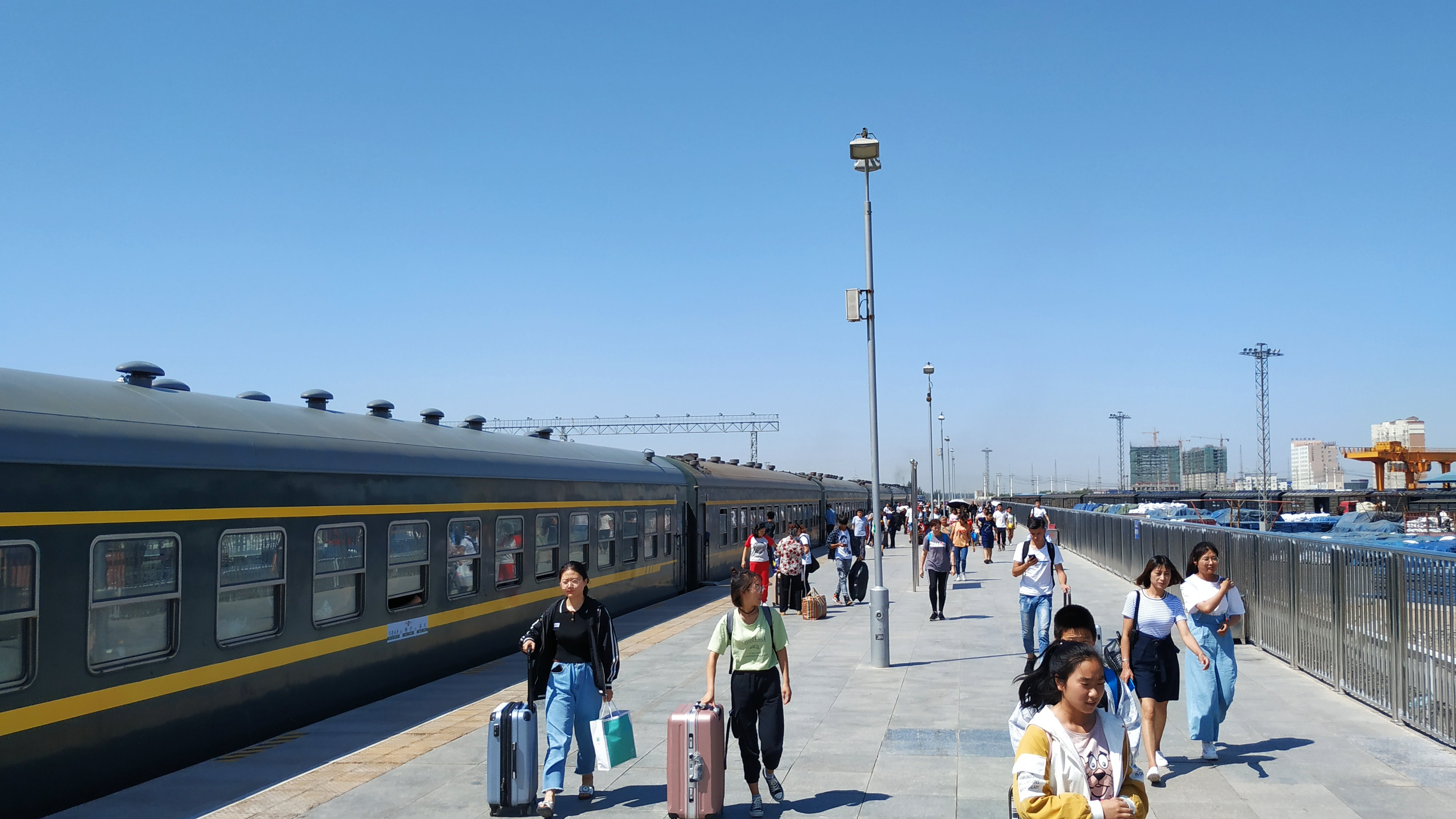
阿克苏站1站台

在南疆铁路开通前，进出南疆的人员、物资几乎只能依靠公路运输，但阿克苏至乌鲁木齐的公路运距长达1000公里，且运费较貴。南疆线库尔勒-喀什段于1996年9月开工，1998年6月20日铺轨至阿克苏，库阿段同年12月1日开通运营，阿克苏车站也同时启用。
2007年4月18日，阿克苏站开通首班出疆旅客列车，这班阿克苏至兰州的2662次列车于2010年延长至宝鸡，后又延至喀什。2013年12月5日，南疆铁路库尔勒-阿克苏段二线开通。
2016年9月20日，库尔勒至西安的K169/170次列车延长至阿克苏始发，成为阿克苏第二班出疆列车。

## 旅客列车目的地
管內普速始發列車
数据截止至2025年1月
| 车次         | 目的地   |
| ------------ | -------- |
| T9518、T9538 | 烏魯木齊 |